# Правительства Павла Филипа
Правительства Павла Филипа управляло Республикой Молдова в период с 20 января 2016 по 9 июня 2019 года, после чего было избрано новое Правительство под руководством Майи Санду.

## История
После длительных переговоров между тремя проевропейскими парламентскими партиями ЛДПМ, ДПМ и ЛПМ достигнут консенсус. Страна вступила в политический кризис. 21 декабря 2015 года Владимир Плахотнюк объявил о своём возвращении в политику Демократической партии Молдовы. Из его заявления: «будет непосредственно участвовать в формировании парламентского большинства, которое обеспечило бы стабильное правительство и […] преуспело в объединении голосов, необходимых для избрания президента в марте следующего года». 21 декабря группа из 14 депутатов Партии коммунистов Республики Молдова объявила, что покидает партию коммунистов и намерена сформировать новую парламентскую платформу — Социал-демократическую платформу для Молдовы, а затем ДПМ и экс-коммунистическая группа начали обсуждение формирования парламентского большинства.
13 января 2016 года парламентское большинство поддержало кандидатуру Владимира Плахотнюка на пост премьер-министра. Однако президент Республики Молдова, Николай Тимофти, отклонил его кандидатуру на том основании, что «есть обоснованные подозрения, что г-н Владимир Плахотнюк не соответствует критериям целостности, необходимых для его назначения на пост премьер-министра, учитывая также, что Решением №. 5 из 15.02.2013 молдавского парламента, опубликованного в Официальном Мониторе по 02.22.2013, г-н Владимир Плахотнюк и выразил вотум доверия, как первый вице-спикер, в результате чего утверждения о причастности незаконной деятельности, наносящей ущерб образу Парламента и Республики Молдова».
Позже президент Николай Тимофти выдвинул кандидатуру Иона Пэдурару на должность премьер-министра, который впоследствии отказался от данного предложения. В результате парламентское большинство (57 из 101 депутатов) выбрало Павла Филипа — бывшего министра информационных технологий и связи.
13 декабря 2016 года председатель Михай Гимпу снял политическую поддержку Анатолу Шалару (министру обороны Республики Молдова). После приведения к присяге новоизбранного президента Игоря Додона 27 декабря Гимпу подписал указ об увольнении Шалару с должности министра обороны Республики Молдова. С тех пор обязанности министра обороны исполнял заместитель министра - Георге Гальбура.
15 марта 2017 года против формально независимого министра сельского хозяйства и пищевой промышленности Республики Молдова Эдуард Грама (близкий человек к Либерал-демократической партии Молдовы) были выдвинуты обвинения за коррупцию. Несколько дней спустя Грама ушел в отставку, а 20 марта президент Додон официально подписал указ об увольнении Грама с поста министра.
Кабинет был обновлен 20 декабря 2017 года. Шесть министров были уволены в попытке реформировать правительство.

## Первое правительство Филипа
Ниже приведён состав правительства, действовавший до реорганизации Правительства Республики Молдова, осуществлённой 26 июля 2017 года.
| Должность                                                                     | Имя                     | Партия       | Дата назначения | Дата освобождения |
| ----------------------------------------------------------------------------- | ----------------------- | ------------ | --------------- | ----------------- |
| Премьер-министр                                                               | Павел Филип             | ДПМ          | 20 января 2016  | 26 июля 2017      |
| Вице-премьер-министры                                                         |                         |              |                 |                   |
| Первый вице-премьер-министр, Министр иностранных дел и европейской интеграции | Андрей Галбур           | Беспартийный | 20 января 2016  | 26 июля 2017      |
| Вице-премьер-министр, Министр экономики                                       | Октавиан Калмык         | ДПМ          | 20 января 2016  | 26 июля 2017      |
| Вице-премьер-министр по реинтеграции                                          | Георгий Балан           | Беспартийный | 20 января 2016  | 26 июля 2017      |
| Вице-премьер-министр по социальным вопросам                                   | Георгий Брега           | ЛП           | 20 января 2016  | 30 мая 2017       |
| Министры                                                                      |                         |              |                 |                   |
| Министр внутренних дел                                                        | Александр Жиздан        | Беспартийный | 20 января 2016  | 26 июля 2017      |
| Министр юстиции                                                               | Владимир Чеботарь       | ДПМ          | 20 января 2016  | 26 июля 2017      |
| Министр труда, социальной защиты и семьи                                      | Стелла Григораш         | Беспартийные | 20 января 2016  | 26 июля 2017      |
| Министр сельского хозяйства                                                   | Эдуард Грама            | Беспартийные | 20 января 2016  | 20 марта 2017     |
| Министр сельского хозяйства                                                   | Юрий Ушурелу (и. о.)    | Беспартийные | 20 марта 2017   | 26 июля 2017      |
| Министр информационных технологий и коммуникаций                              | Василий Ботнарь         | ДПМ          | 20 января 2016  | 15 февраля 2017   |
| Министр информационных технологий и коммуникаций                              | Виталий Тарлев (и. о.)  | Беспартийный | 15 февраля 2017 | 26 июля 2017      |
| Министр молодёжи и спорта                                                     | Виктор Зубку            | ДПМ          | 20 января 2016  | 26 июля 2017      |
| Министр обороны                                                               | Анатолий Шалару         | ЛП           | 20 января 2016  | 27 декабря 2016   |
| Министр обороны                                                               | Георгий Галбура (и. о.) | Беспартийный | 27 декабря 2016 | 26 июля 2017      |
| Министр транспорта и дорожной инфраструктуры                                  | Юрий Киринчук           | ЛП           | 20 января 2016  | 30 мая 2017       |
| Министр транспорта и дорожной инфраструктуры                                  | Сергей Букэтару (и. о.) | Беспартийный | 30 мая 2017     | 26 июля 2017      |
| Министр окружающей среды                                                      | Валерий Мунтяну         | ЛП           | 20 января 2016  | 30 мая 2017       |
| Министр окружающей среды                                                      | Ион Апостол (и. о.)     | Беспартийный | 30 мая 2017     | 26 июля 2017      |
| Министр просвещения                                                           | Корина Фусу             | ЛП           | 20 января 2016  | 30 мая 2017       |
| Министр просвещения                                                           | Лилия Поголша (и. о.)   | Беспартийная | 30 мая 2017     | 26 июля 2017      |
| Министр здравоохранения                                                       | Руксанда Главан         | ДПМ          | 20 января 2016  | 26 июля 2017      |
| Министр финансов                                                              | Октавиан Армашу         | Беспартийный | 20 января 2016  | 26 июля 2017      |
| Министр строительства и регионального развития                                | Василий Бытка           | ДПМ          | 20 января 2016  | 26 июля 2017      |
| Министр культуры                                                              | Моника Бабук            | ДПМ          | 20 января 2016  | 26 июля 2017      |
| Члены правительства по должности                                              |                         |              |                 |                   |
| Башкан Гагаузии                                                               | Ирина Влах              | Беспартийные | 20 января 2016  | 26 июля 2017      |
| Президент академии наук                                                       | Георгий Дука            | Беспартийные | 20 января 2016  | 26 июля 2017      |

## Второе правительство Филипа
Ниже приведён состав правительства, действовавший после реорганизации Правительства Республики Молдова, осуществлённой 26 июля 2017 года.
| Должность                                                              | Имя                     | Партия       | Дата назначения  | Дата освобождения |
| ---------------------------------------------------------------------- | ----------------------- | ------------ | ---------------- | ----------------- |
| Премьер-министр                                                        | Павел Филип             | ДПМ          | 26 июля 2017     | 8 июня 2019       |
| Вице-премьер-министры                                                  |                         |              |                  |                   |
| Вице-премьер-министр, Министр иностранных дел и европейской интеграции | Андрей Галбур           | Беспартийный | 26 июля 2017     | 21 декабря 2017   |
| Вице-премьер-министр, Министр экономики и инфраструктуры               | Октавиан Калмык         | ДПМ          | 26 июля 2017     | 21 декабря 2017   |
| Вице-премьер-министр по реинтеграции                                   | Георгий Балан           | Беспартийные | 26 июля 2017     | 21 декабря 2017   |
| Вице-премьер-министр по реинтеграции                                   | Кристина Лесник         | Беспартийные | 10 января 2018   | 8 июня 2019       |
| Вице-премьер-министр по европейской интеграции                         | Юрий Лянкэ              | ЕНПМ         | 10 января 2018   | 8 июня 2019       |
| Министры                                                               |                         |              |                  |                   |
| Министр иностранных дел и европейской интеграции                       | Тудор Ульяновский       | Беспартийные | 10 января 2018   | 8 июня 2019       |
| Министр экономики и инфраструктуры                                     | Кирилл Габурич          | Беспартийные | 10 января 2018   | 8 июня 2019       |
| Министр финансов                                                       | Октавиан Армашу         | Беспартийные | 26 июля 2017     | 30 ноября 2018    |
| Министр финансов                                                       | Ион Кику                | Беспартийные | 10 декабря 2018  | 8 июня 2019       |
| Министр юстиции                                                        | Владимир Чеботарь       | ДПМ          | 26 июля 2017     | 21 декабря 2017   |
| Министр юстиции                                                        | Александр Тэнасе        | Беспартийные | 10 января 2018   | 12 марта 2018     |
| Министр юстиции                                                        | Виктория Ифтоди         | Беспартийные | 19 марта 2018    | 8 июня 2019       |
| Министр внутренних дел                                                 | Александр Жиздан        | Беспартийные | 26 июля 2017     | 8 июня 2019       |
| Министр сельского хозяйства, регионального развития и окружающей среды | Василий Бытка           | ДПМ          | 26 июля 2017     | 21 декабря 2017   |
| Министр сельского хозяйства, регионального развития и окружающей среды | Ливиу Волконович        | Беспартийные | 10 января 2018   | 18 сентября 2018  |
| Министр сельского хозяйства, регионального развития и окружающей среды | Николай Чубук           | Беспартийные | 25 сентября 2018 | 8 июня 2019       |
| Министр просвещения, культуры и исследований                           | Моника Бабук            | ДПМ          | 26 июля 2017     | 8 июня 2019       |
| Министр здравоохранения, труда и социальной защиты                     | Стелла Григораш         | Беспартийные | 26 июля 2017     | 21 декабря 2017   |
| Министр здравоохранения, труда и социальной защиты                     | Светлана Чеботарь       | Беспартийные | 10 января 2018   | 8 июня 2019       |
| Министр обороны                                                        | Георгий Галбура (и. о.) | Беспартийные | 26 июля 2017     | 24 октября 2017   |
| Министр обороны                                                        | Евгений Стурза          | ЕНПМ         | 24 октября 2017  | 8 июня 2019       |
| Члены правительства по должности                                       |                         |              |                  |                   |
| Башкан Гагаузии                                                        | Ирина Влах              | Беспартийные | 26 июля 2017     | 8 июня 2019       |
| Президент академии наук                                                | Георгий Дука            | Беспартийные | 26 июля 2017     | 20 февраля 2018   |

## Достижения

### Государственная программа «Prima Casă» («Первый дом»)
В ноябре 2017 года была запущена программа «Первый дом». Цель программы — облегчить доступ отдельных лиц к покупке жилья путем заключения частично гарантированных государством банковских кредитов, особенно для молодых семей. Программа начала действовать в марте 2018 года. Аналитики ранее прокомментировали, что программа приносит пользу владельцам строительных компаний, что гарантирует больше клиентов. Министр финансов отказался комментировать эти предположения. До сих пор около 202 человек уже получили кредиты на покупку жилья в рамках программы «Первый дом».
В мае 2018 года начинается программа «Prima Casa 2», предназначенная исключительно для государственных служащих, которые, по крайней мере, один год работают в государственных учреждениях. В этом году около пяти тысяч государственных служащих могут заключить такие контракты, поскольку государство предложило выделить 20 млн леев для этой программы. Цель программы — побудить молодых людей работать в бюджетных учреждениях.
Позже в июле 2018 года программа расширяется, чтобы сделать ее более доступной для семей с большим количеством детей. Проект «Первый дом 3» предполагает постепенное погашение ипотечного кредита из государственного бюджета с 10 до 100 % в зависимости от количества детей в семье.

### Программа «Хорошие дороги для Молдовы»
В 2018 году правительство обеспечит ремонт и строительство 1200 км дорог в сельских районах в рамках национальной программы «Хорошие дороги для Молдовы», независимо от политического окраса населенных пунктов. Правительство утвердило бюджет программы «Хорошие дороги для Молдовы», на которую было выделено 972 млн леев, с ремонтными работами в более чем 1200 селах.
Министерство экономики и инфраструктуры запустило онлайн-карту «Хорошие дороги для Молдовы». Карта содержит обновленную информацию для каждого района об объеме выполняемой работы, этапе реализации проекта, количестве восстановленных участков дороги, работе или ремонте, каковы объемы инвестиций, тип работ. Онлайн-карту можно посмотреть на сайте www.drumuribune.md.

### Реформа правительственного аппарата
В июле в Молдове стартовала реформа правительственного аппарата. Количество министерств в стране сократилось с 16 до 9. Таким образом, кабмин страны состоит из премьера, первого замглавы правительства, заместителей премьера, министров и других чиновников. Реформа правительственного аппарата вызвала большую критику в отношении процесса разработки и осуществления этой инициативы.
Список перечисленных министерств является результатом изменения названия и принятия некоторых видов деятельности следующим образом:
- Министерство экономики возьмет на себя функции Министерства транспорта и дорожной инфраструктуры и Министерства информационных технологий и связи, а также области строительства Министерства регионального развития и строительства с изменением названия в Министерстве экономики и инфраструктуры.
- Министерство культуры будет принимать поля от Министерства образования, Министерства по делам молодежи и спорта и исследований Академии наук Молдовы, путем переименования Министерства образования, культуры и науки.
- Министерство труда, социальной защиты и семьи возьмет на себя функции Министерства здравоохранения, сменив имя в Министерстве здравоохранения, труда и социальной защиты.
- Министерство регионального развития и строительства будет заниматься деятельностью Министерства сельского хозяйства и пищевой промышленности и Министерства окружающей среды, смена имени в Министерстве сельского хозяйства, регионального развития и окружающей среды[26][27].

На заседании правительства от 30 августа правительство утвердило Правила организации и функционирования новых министерств, которые содержат организационную структуру, структуру центрального аппарата, области компетенции и личный персонал. Другие элементы этой реформы, упомянутые премьер-министром, являются подчинением министерств всем государственным или государственным предприятиям, с тем чтобы у министров больше не было соблазна вмешаться в экономическую деятельность. Предприятие будет обращаться к Агентству публичной собственности, которое подчинено Правительству.

### Информационно-технологических парк «Moldova IT park»
Moldova IT Park создан на 10 лет — это максимальный срок, предусмотренный законом. За это время он привлечет в качестве резидентов около 400 специализированных компаний. Их регистрацией занимается администрация Moldova IT Park на основании Закона об информационно-технологических парках.
26 октября 2017 года, 15 компаний из Ассоциации IT-компаний Молдовы подали заявление в Министерство Экономики и Инфраструктуры Республики Молдова о создании «Moldova IT park»
20 декабря 2017 года Правительство утвердило положение об организации и функционировании администрации информационно-технологического парка «Moldova IT park» и положение о регистрации резидентов информационно-технологического парка «Moldova IT park».
Moldova IT Park открыл свои виртуальные двери с 1 января 2018, а уже спустя две недели были зарегистрированы первые 47 резидентов.
Основной целью новой структуры является создание организационной платформы с набором инновационных механизмов и средств для ускорения роста индустрии информационных технологий, создания новых рабочих мест и привлечения местных и иностранных инвестиций.
Администратор назначается Правительством сроком на 5 лет.
Директор компании Ritlabs Максим Масютин заявил на мероприятии, что ИТ-парк предлагает привлекательные условия, прежде всего для сотрудников, которые получат полную зарплату, указанную в индивидуальном трудовом договоре, без каких-либо налогов. Виталий Ешану работает в области информационных технологий с 90-х годов и знает на собственном опыте пробелы в законах в этой области. По его словам, такие схемы называются «экономические сети» и создают возможности для коррупции.
В первые четыре месяца запуска «Moldova IT Park» зарегистрировались 164 резиденты.
Преимущества IT среды в нашей стране были представлены в Яссы, Румыния на региональном форуме PinAwards. В ходе мероприятия Республика Молдова была представлена в качестве привлекательного места для IT компаний, отметив преимущества закона об IT парках.

### Служба 112
«112» это единый номер по приему экстренных звонков, действующий во всех странах Европейского союза. Служба работает в режиме нон-стоп. Звонки на этот номер бесплатны как с мобильного, так и стационарного телефона.
Проект «Служба 112» был запущен в мае 2012 года. Программное обеспечение, используемое в Службе 112, последнего поколения. Республика Молдова — вторая европейская страна, которая использует его, после Швеции. Это позволит обрабатывать более сложные случаи и немедленно подключать все службы — полицию, скорую помощь, спасателей, пожарных — для более эффективного вмешательства.
29 марта 2018 года была запущена Служба экстренного вызова 112.
Премьер-министр Павел Филип на мероприятии запуска заявил что «Это прекрасный проект, начатый еще в 2012 году. Данная инициатива исходила из моей души. Ее реализация длилась несколько лет, но, тем не менее, мы запускаем Службу на девять месяцев раньше намеченного срока. Посредством данной системы мы предоставим гражданам современные услуги, как и в странах ЕС».
На заседании Межведомственного руководящего комитета было одобрено Правило взаимодействия между Единой национальной службой экстренного вызова 112 и Чрезвычайными специализированными службами. В то же время было утверждено Положение об организации и функционировании Экспертного совета межведомственного координационного комитета. В Положении предусматривается четкое разграничение обязанностей 112 и служб экстренной помощи.
Большинство звонков поступают из муниципалитетов Кишинэу и Бэлць, а также из районов Криулень и Хынчешть.
11 июня 2019 года приняло решение о переносе посольства Молдавии из Тель-Авива в Иерусалим.